# Nicholay Finlayson
Nicholay Finlayson (sinh ngày 19 tháng 12 năm 1985), cũng đánh vần Nicholy Fin(d)layson; là một cầu thủ bóng đá người Jamaica hiện tại thi đấu cho Waterhouse F.C. ở vị trí hậu vệ.

## Sự nghiệp quốc tế
Finlayson thi đấu trận quốc tế đầu tiên với Bolivia năm 2005, anh đá chính và rời sân sau khi bị thay ra phút 52.

## Danh hiệu
Waterhouse
- Cúp Vô địch JFF (1): 2013